# 向拜

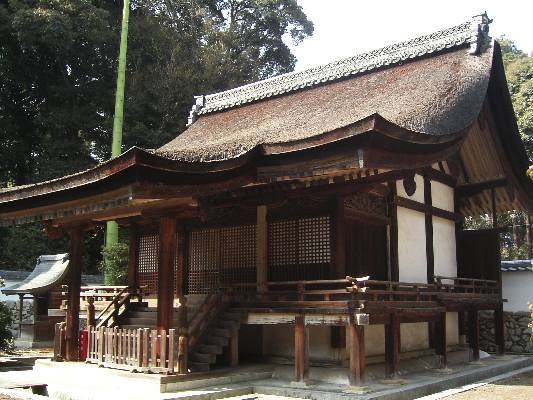
園城寺新羅善神堂的向拜

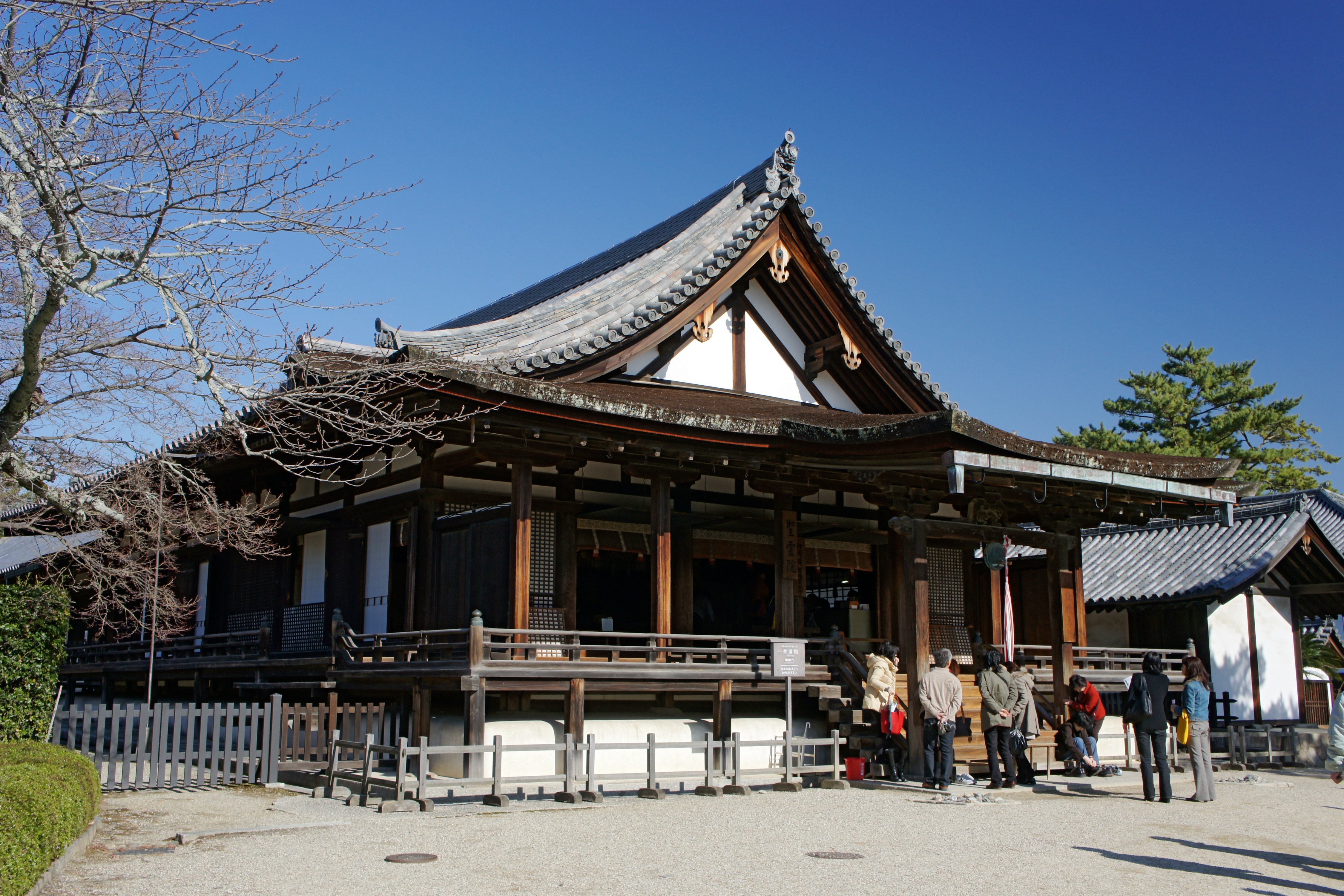
法隆寺聖靈院的向拜

向拜（こうはい、ごはい）是日本的寺院建築・神社建築中，佛堂或社殿的屋簷中央向前方伸出的部分。多設在佛堂或社殿入口的階梯上，所以也稱作「階隱」（はしかくし）。

## 概要
向拜多設在佛堂、神社本殿・拜殿的正面，但也有設在佛堂背面的例子。支撐向拜屋簷的柱子稱為向拜柱。向拜柱和本柱之間有稱作海老虹梁（えびこうりょう）的彎曲木梁。
神社建築最古的樣式神明造，原則上不設向拜。江戶時代，寺社建築的向拜會配置蟇股的雕刻，成為寺社建築的特色。

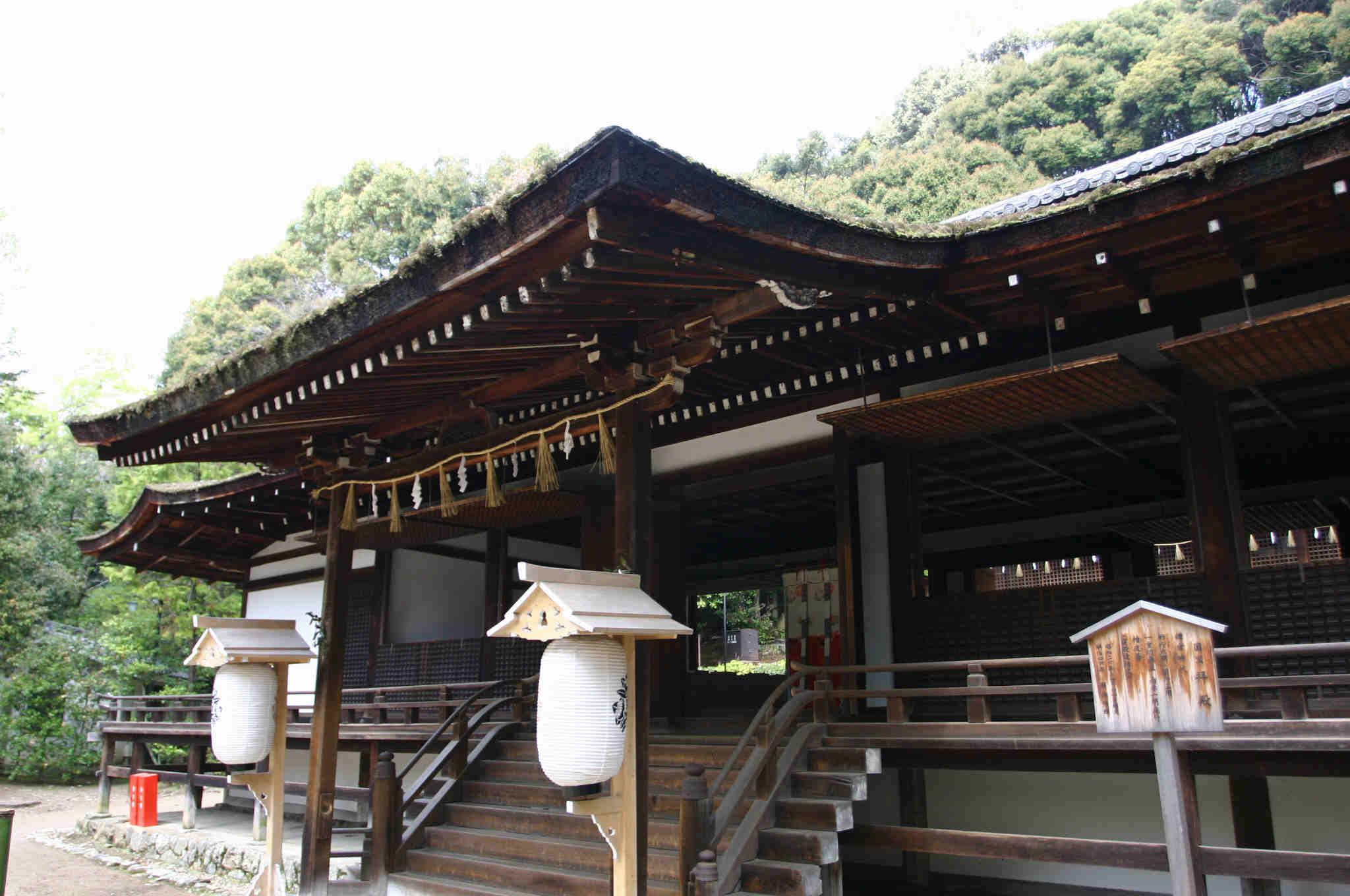
宇治上神社拜殿之例
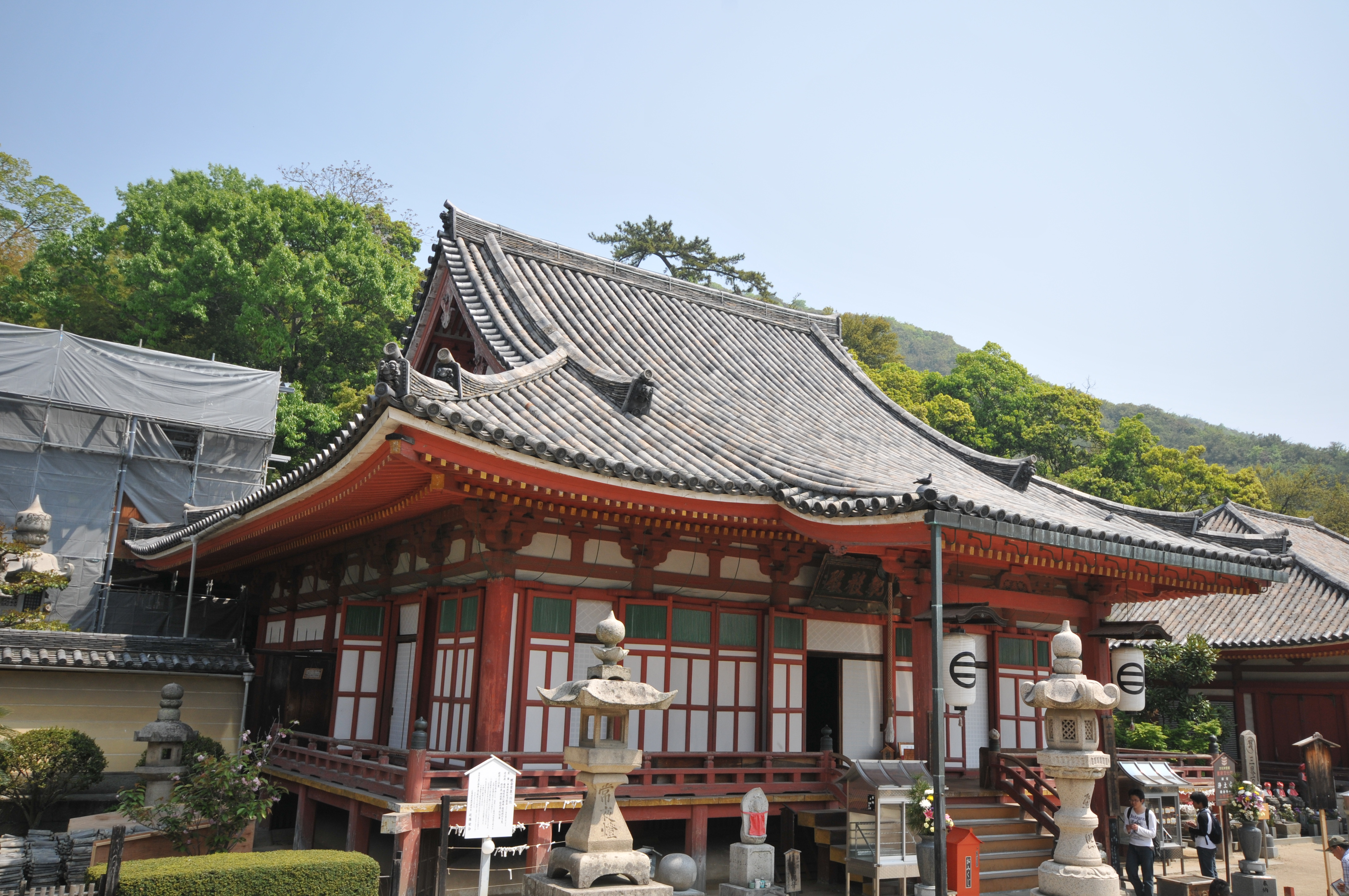
尾道市淨土寺本堂之例

## 脚注
1. ↑  .   [2024-12-14]. （原始内容存档于2024-12-14）.